# میر مسجدی خان
غازی میر مسجدی خان کوهستانی زاده کاپیسا (درگذشت ۱۸۴۱) یکی از برجسته‌ترین رهبران افغانستان مقاومت جنگ اول افغان و انگلیس بود میر مسجدی زاده کاپیسا و از قوم تاجیک بود. او مخالف شاه شجاع درانی به عنوان امیر افغانستان توسط دولت کمپانی هند شرقی بود. او تا زمان مرگ به مبارزه شدید علیه نیروهای اشغالگر در کابل و اطراف کابل و شمال افغانستان ادامه داد.